# دینار کرواتی
دینار کرواتی (به کرواتی: Hrvatski dinar) با کد ایزوی HRD، یکای پول رایج در کشور کرواسی تا سال ۱۹۹۴ میلادی بود. از سال ۱۹۹۴ میلادی کونا کرواسی جایگزین دینار شد. مسئولیت کنترل این یکای پول برعهدهٔ بانک ملی کرواسی قرار داشت.